# Səbinə Babayeva
Səbinə Babayeva (Bakoe, 2 december 1979) is een Azerbeidzjaans zangeres.

## Biografie
Babayeva werd in 1979 geboren in Bakoe, dat toen nog in de Sovjet-Unie lag. Ze studeerde af aan het Asaf Zeynally College of Music. Ze raakte bekend in eigen land dankzij haar nummer Roya kimi, het themalied van de Azerbeidzjaanse televisieserie Bayaz Hayat. Ze nam deel aan Milli Seçim Turu 2011, de Azerbeidzjaanse preselectie van het Eurovisiesongfestival, maar werd al in de eerste ronde uitgeschakeld. Ze eindigde op de derde plaats in haar reeks.
Een jaar later nam ze opnieuw deel aan de Azerbeidzjaanse preselectie. Dit keer stootte ze wel door naar de finale en uiteindelijk won Babayeva Milli Seçim Turu 2012. Zodoende mocht ze haar land vertegenwoordigen op het Eurovisiesongfestival 2012, dat plaatsvond in haar geboortestad Bakoe. Azerbeidzjan was als gastland rechtstreeks geplaatst voor de finale. Babayeva trad daarin aan met het lied When the music dies. Het land werd er 4de.
2008: Elnur & Samir · 
2009: AySel & Arash · 
2010: Səfurə Əlizadə · 
2011: Ell & Nikki · 
2012: Səbinə Babayeva · 
2013: Fərid Məmmədov · 
2014: Dilarə Kazımova · 
2015: Elnur Hüseynov · 
2016: Səmra Rəhimli · 
2017: Dihaj · 
2018: Aysel Məmmədova · 
2019: Chingiz · 
2021: Efendi · 
2022: Nadir Rüstəmli · 
2023: TuralTuranX · 
2024: Fahree feat. İlkin Dövlətov · 
2025: Mamagama